# ديلباء (المحفد)

تعديل مصدري - تعديل

ديلباء هي إحدى قرى عزلة المحفد بمديرية المحفد التابعة لمحافظة أبين، بلغ تعداد سكانها 96 نسمة حسب تعداد اليمن لعام 2004.